# Michałów (gmina Nowe Miasto nad Wartą)
Michałów – wieś w Polsce położona w województwie wielkopolskim, w powiecie średzkim, w gminie Nowe Miasto nad Wartą.
W latach 1975–1998 miejscowość należała administracyjnie do województwa poznańskiego.